# Abaera
Abaera là một chi bướm đêm thuộc họ Pyralidae.

## Loài
- Abaera aurofusalis Hampson, 1906
- Abaera chalcea Hampson, 1897
- Abaera nactalis Walker, 1859